# Pour une Âme Souveraine: A Dedication to Nina Simone
Pour une Âme Souveraine: A Dedication to Nina Simone je desáté studiové album americké hudebnice Meshell Ndegeocello, vydané dne 16. října roku 2012 prostřednictvím francouzského hudebního vydavatelství Naïve Records. Na albu se podílelo několik hostujících zpěvaček, například Sinéad O'Connor, Valerie June a Lizz Wright.

## Seznam skladeb
| Pořadí | Název                                    | Autor                                               | Délka |
| ------ | ---------------------------------------- | --------------------------------------------------- | ----- |
| 1.     | Please Don't Let Me Be Misunderstood     | Benjamin Bennie Claude, Gloria Caldwell, Marcus Sol | 4:08  |
| 2.     | Suzanne                                  | Leonard Cohen                                       | 4:27  |
| 3.     | Real Real                                | Nina Simone                                         | 3:08  |
| 4.     | House of the Rising Sun                  | Josh White, Holmes Libby Reynolds                   | 3:36  |
| 5.     | Turn Me On                               | John D Loudermilk                                   | 3:08  |
| 6.     | Feeling Good                             | Anthony George Newley, Leslie Bricusse              | 4:10  |
| 7.     | Don't Take All Night                     | Benjamin Bennie Claude, Marcus Sol                  | 3:28  |
| 8.     | Nobody's Fault But Mine                  | Nina Simone                                         | 2:37  |
| 9.     | Be My Husband                            | Andrew Benjamin Stroud                              | 3:31  |
| 10.    | Black Is the Color of My True Loves Hair | Emile Latimer                                       | 3:53  |
| 11.    | See Line Woman                           | George Bass, Nina Simone                            | 5:51  |
| 12.    | Either Way I Lose                        | Van Allen Mc Coy                                    | 3:29  |
| 13.    | To Be Young, Gifted and Black            | Nina Simone                                         | 3:16  |
| 14.    | Four Women                               | Nina Simone                                         | 5:02  |

## Obsazení
- Meshell Ndegeocello – baskytara
- Chris Bruce – kytara
- Jebin Bruni – klávesy, klavír
- Deantoni Parks – bicí
- Toshi Reagon – zpěv
- Sinéad O'Connor – zpěv
- Lizz Wright – zpěv
- Valerie June – zpěv
- Tracy Wannomae – sopránsaxofon, flétna